# Муки Блейлок
Дарън Ошей „Муки“ Блейлок (на английски: Daron Oshay „Mookie“ Blaylock), род. 20 март 1967 г.) e американски професионален баскетболист, който е играл 13 години в НБА.

## Кариера в НБА
Блейлок е избран в драфт НБА 1989 год от Ню Джърси Нетс под номер 12. Въпреки това, преди сезона 1992/93 той е продаден в Атланта Хоукс. През 1999 г. e прехвърлен в Голдън Стейт Уориърс за Джейсън Тери. Блейлок завършва кариерата си като титуляр в Голдън Стейт.

## В популярната култура
Музкалната група Пърл Джем (англ. Pearl Jam) първоначално е била кръстена на Блейлок, но скоро ca били принудени да сменят името си. В чест на баскетболиста музикантите назовават дебютния си албум Ten..
В романа на Том Роббинс Half Asleep in Frog Pajamas персонажа Лари Даймънд използва името „Муки Блейлок“ като псевдоним при престои в хотели. .